# جولیان بیانکون
جولیان بیانکون (انگلیسی: Giulian Biancone؛ زادهٔ ۳۱ مارس ۲۰۰۰) بازیکن فوتبال اهل فرانسه است که برای باشگاه فوتبال ناتینگهام فارست بازی می‌کند.
وی همچنین در تیم ملی فوتبال زیر ۱۹ سال فرانسه بازی کرده‌است.